# Iuliu Hirțea
Iuliu Hirțea (* 13. April 1914 in Vintere, Komitat Bihar, Österreich-Ungarn; † 28. Juni 1978 in Oradea (deutsch Großwardein), Rumänien) war Weihbischof in Oradea Mare (Großwardein) der Rumänischen griechisch-katholischen Kirche.

## Leben
Iuliu Hirțea stammte aus einer Bauernfamilie. Er besuchte die Grundschule in seinem Heimatort und anschließend das Gymnasium in Beiuș. Im Herbst 1931 besuchte er die Griechisch-katholische Theologische Akademie in Oradea. Bischof Valeriu Traian Frențiu schickte ihn 1935 zu theologischen Studien an die Päpstliche Universität Urbaniana in Rom. Sein Studium schloss er am 7. Juni 1940 mit der Dissertation Die Lehre von der Schrift et Textus biblicus S. Eucherii Lungdunensis ab. Dafür erhielt er die Auszeichnung Summa cum laude. Er war Alumnus des Päpstlichen Rumänischen Kollegs Pio Romeno und empfing in der dortigen Kapelle durch Bischof Valeriu Traian Frențiu am 25. März 1937 die Priesterweihe.
Während des Zweiten Weltkrieges war er in der Gemeindepastoral tätig. 1946 begann er seine Lehrtätigkeit, kritisierte die kommunistische Regierung und wurde 1947 verhaftet. Er wurde 15 Monate in den Kellern der Staatssicherheit in Oradea verhört, 1949 aus dem Gefängnis entlassen und auf Wunsch seines Bischofs von Papst Pius XII. zum Weihbischof in Oradea Mare und gleichzeitig zum Titularbischof von Nebbi ernannt. Die Bischofsweihe fand am 28. Juli 1949 in der Nuntiatur in Bukarest statt. Konsekrator war der Offizial in Rumänien, Bischof Gerald Patrick Aloysius O’Hara; Mitkonsekratoren waren Ioan Ploscaru, der Titularbischof von Trapezopolis, und Ioan Dragomir, der Weihbischof in Maramureș. Nach dem Tod von Bischof Valeriu Traian Frențiu am 11. Juli 1952 wurde er zum Administrator des Bistums Oradea Mare berufen. Am 8. Dezember 1952 wurde er erneut verhaftet, nach sieben Monaten Verhör am 6. Juli 1953 erneut vor Gericht gebracht und wegen „Illegaler Vertretung der Kirche“ und „Hochverrats für den Vatikan“ zusammen mit anderen katholischen Priestern zu zwölf Jahren Gefängnis verurteilt. Gesundheitlich angeschlagen wurde er 1964 entlassen. Er wurde zur Teilnahme am Zweiten Vatikanischen Konzil eingeladen, ihm wurde aber die Ausreise verweigert. Er stand mit Papst Paul VI. in Briefwechsel, versicherte ihm, dass die rumänische griechisch-katholischen Kirche treu zu Rom hielte und bat ihn, in der Unterstützung zur Wiedererlangung der freien Religionsausübung in Rumänien nicht nachzulassen.
Trotz seiner angegriffenen Gesundheit leitete er das Bistum überwiegend aus dem Untergrund heraus. Er nahm an geheimen Treffen teil, weihte Priester und spendete die Sakramente.
Nach zwei Jahren ans Bett gefesselt starb er am 28. Juni 1978 im Krankenhaus von Oradea. Er wurde unter großer Anteilnahme gläubiger Menschen nach lateinischem Ritus vom römisch-katholischen Generalvikar Laszlo Hossu auf dem Friedhof der Stadt Oradea beigesetzt. Zum Bistumsjubiläum (1777–2007) des Rumänischen griechisch-katholischen Bistums Oradea am 13. Mai 2007 wurden seine sterblichen Überreste in die St. Nikolaus-Kathedrale überführt. Mit ihm wurden auch die sterblichen Überreste von Bischof Vasile Hossu in die St. Nikolaus-Kathedrale überführt.